# Острув (Більський повіт)
Острув (пол. Ostrów) — село в Польщі, у гміні Янів Підляський Більського повіту Люблінського воєводства. Населення — 192 особи (2011).

## Історія
За даними етнографічної експедиції 1869—1870 років під керівництвом Павла Чубинського, у селі переважно проживали римо-католики, меншою мірою — греко-католики, які здебільшого розмовляли українською мовою.
У 1975—1998 роках село належало до Білопідляського воєводства.

## Демографія
Демографічна структура станом на 31 березня 2011 року:
|          | Загалом | Допрацездатний вік | Працездатний вік | Постпрацездатний вік |
| -------- | ------- | ------------------ | ---------------- | -------------------- |
| Чоловіки | 100     | 38                 | 54               | 8                    |
| Жінки    | 92      | 25                 | 41               | 26                   |
| Разом    | 192     | 63                 | 95               | 34                   |